# Lamu
Lamu er en by i den sydøstlige del af Kenya med et indbyggertal på cirka 18.382 indbyggere. Byen er hovedstad på øen Lamu, der ligger ved landets kyst til det Indiske Ocean. Øen har ca 20.000 indbyggere og omfatter også de mindre byer Shela, Matondoni og Kipangani. Byen er administrationscenter for distriktet Lamu, som er en del af Kystprovinsen.

## Historie
Lamus gamle bydel er blandt de ældste bevarede bebyggelser i swahilisk arkitektur i Østafrika. Denne havneby blev etableret af arabiske søfarende handelsmænd en gang mellem 800- og 1200-tallet (selve ordet swahili kommer af arabernes ord for kyst: sahil). Lamu var en uafhængig bystat indtil 1506, da den blev erobret og okkuperet af portugiserne, som ville have kontrol over handelen i det Indiske Ocean.
I 1698 blev byen, efter eget ønske, underlagt sultanen af Oman, og fik igen øget betydning som handelsstad. Fra 1890 kom byen gradvis under britisk kolonikontrol. Efter at briterne byggede jernbane på det østafrikanske fastland i 1901 og flyttede koloniadministrationen til Nairobi mistede Lamu gradvis sin betydning. Samtidig indebar dette at den gamle arkitektur blev bevaret. Fra 1963 var Lamu en del af det frie Kenya, og byen fik tidlig opmærksomhed som bevaringsværdig. Den første UNESCO-finansierede kulturarvsregistrering var i 1974, og fra 1983 var Lamu et nationalt mindesmærke. Den gamle bydel blev verdensarvsområde i 2001.

## Befolkning
Byen har en varieret befolkning, både etnisk og religiøst; Den var længe et center for slavehandelen, slaveri var faktisk tilladt indtil 1907. Samtidig var byen del af de vigtigste handelsruter for arabiske handelsmænd, hvilket sammen med Oman-perioden har gjort det muslimske præg på byen betydelig.

## Arkitektur
De fleste bevaringsværdige historiske bygninger er fra 1700-tallet. Byen er bygget af koralsten og mangrovetræ. D gaderne er smalle er det hverken muligt eller tilladt at køre i bil; Æselkærrer er almindelige.
Byen har flere museer: Lamu museum; et museum for swahilikulturen og et postmuseum. Vigtige historiske bygninger i byen er
- Lamu Fort, bygget mellem 1813 og 1821 af sultan Seyyid Said Ibn Sultan-al-Busaidi, som følge af byens rivalisering med Mombasa.
- Mnarani-moskéen
- Riyadha-moskéen: Habib Salih, fra Hadramaut i Jemen bosatte sig i Lamu i 1880-erne. Han blev en respekteret og betydelig religiøs lærer, og omkring hans virksomhed blev Riyadha-moskeen bygget i 1900. Efter hans død i 1935 har sønnerne videreført madrassaen, og byen er af denne grund vært for en årlig islamsk festival, og regnes som et vigtigt muslimsk lærested.

## Omstridt havneudbygning
Kenya har ønske om at gøre Lamu til Østafrikas største havn og har bedt forskellige internationale aktører om finansiering.

## Eksterne kilder og henvisninger
- Wikimedia Commons har flere filer relateret til Lamu